# Robert Hay

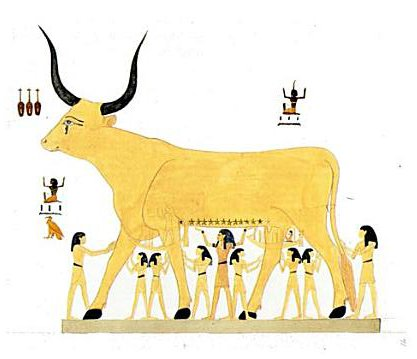
Acuarela de Robert Hay (después de 1825) sobre La vaca celestial en la tumba de Seti I.

Robert Hay (Duns, Berwickshire, 6 de enero de 1799 - East Lothian, 4 de noviembre de 1863) fue un viajero, anticuario y egiptólogo escocés. Durante su servicio en la Marina Real británica visitó Alejandría, Egipto, en 1818.

## Biografía
En 1824 conoció en Roma a Joseph Bonomi, que le contrató como artista para que lo acompañara a Egipto. Permanecieron allí desde noviembre de 1824 hasta 1828, y de 1829 a 1834, registrando monumentos e inscripciones, y realizando una gran cantidad de planos arquitectónicos. Sus manuscritos se encuentran ahora, en su mayoría, en la Biblioteca Británica, y muchos de sus moldes de yeso en el Museo Británico.
En mayo de 1828, Hay visitó Malta, donde se casó con Kalitza Psaraki, hija del magistrado jefe de Apodoulou en Creta, con quien tuvo dos hijos. Anteriormente, Hay lo había rescatado del mercado de esclavos de Alejandría.
Hizo varios viajes a Egipto y es conocido que los primeros relieves de las pinturas murales de la tumba de Rejmira, de 1832 son suyos.
Después de su muerte en 1863 en Escocia, la colección de antigüedades egipcias de Hay se vendió al Museo Británico, aunque el Museo de Bellas Artes de Boston también compró algunos objetos en 1872.

## Obras principales
- Illustrations of Cairo, 1840, en folio, con litografías de J. C. Bourne a partir de dibujos de O. B. Carter y otros.